# 중앙고속
중앙고속(中央高速)은 1971년 3월 9일에 설립된 서울특별시 및 경기도를 거점으로 운행하는 재향군인회 산하 고속버스 운송 회사이다. 수도권을 중심으로 경상, 전라, 강원 지역 등 전국적인 노선망을 가지고 있다.

## 연혁
- 1971년 3월 9일: 회사 설립
- 1971년 7월 29일: 서울호남 ~ 익산 노선 최초 운행개시
- 1973년 6월 15일: 1급 자동차 정비 사업 인가
- 1978년 7월 6일: 그레이하운드 코리아 흡수·합병, 현행 도색은 인수 차량을 바탕으로 신차에 적용하여 전통으로 이어져 있는 것이다.
- 1980년 5월 18일 ~ 5월 27일: 5·18 광주 민주화 운동으로 인한 광주 지역에 대한 신군부의 시외통행 금지 조치로 인하여 전주로 노선을 단축.
- 1982년 3월 10일: 노사관계 모범업체 대통령 표창
- 1985년 11월 1일: 에너지 절약. 우수업체 대통령 표창
- 1987년 3월 10일: 노사협조 모범업체 대통령 표창
- 1987년 11월 14일: 자동차 안전 및 서비스 모범업체 대통령 표창
- 1987년 12월 4일: 동서울 ~ 청주, 대전, 서대구, 대구한진, 부산, 진주, 창원역, 창원, 전주월드컵경기장, 전주, 정읍, 광주, 광양, 동광양, 강릉 노선 최초 운행개시
- 1992년 10월 23일: 우등고속버스 운행 개시
- 1996년 10월 30일: 경기도 파주시 문산읍 사목리(임진각)에 파주지점 설치.
- 1997년 1월 3일: 판문점 안보관광사업 시작
- 1997년 12월 10일: 화성 차고시설 준공
- 1998년 10월 27일: 한국능률협회 고객만족도 1위기업 선정수상
- 1999년 1월 1일: 인터넷 홈페이지 운영 개시
- 2001년 12월 17일: 화성정비공장 택지개발지구 수용, 보상확정
- 2002년 1월 18일: 퇴직금누진제 폐지
- 2003년 12월 5일: 경기도 화성시 동탄면 정비공장 신축 이전
- 2004년 5월 28일: 본점 이전
- 2004년 6월 1일: 서울지점을 서울특별시 서초구 반포동으로 이전.
- 2005년 7월 1일: 서울지점을 서울특별시 종로구 세종로로 이전.
- 2006년 3월 3일: 시외버스 사업 인가
- 2010년 10월 15일: 서울지점을 서울특별시 종로구 통의동으로 이전.
- 2012년 1월 18일: 서울경부 ~ 부산서부 간 고속버스 운행개시
- 2012년 9월 14일: 서울경부 ~ 세종시 간 고속버스 운행개시
- 2014년 6월 20일: 서울지점을 서울특별시 송파구 올림픽로35길로 이전.
- 2016년 7월 1일: 서울지점을 현 위치인 서울특별시 중구 을지로로 이전.
- 2018년 12월 14일: 대중교툥 경영 및 서비스평가 국토교통부장관상 수상
- 2018년 12월 21일: 국토교통부 지정 "교통안전 최우수회사" 선정
- 2023년 12월 5일: 2022년 대중교통운영자에 대한 경영 및 서비스평가 "대통령 표창" 수상

## 현황
2024년 12월 기준이다.
| 운행업체 | 보유 노선수 | 보유 노선수 | 보유 노선수 | 등록 대수 | 등록 대수 | 등록 대수 | 등록 대수 |
| -------- | ----------- | ----------- | ----------- | --------- | --------- | --------- | --------- |
| 운행업체 | 노선 합계   | 시외버스    | 고속버스    | 대수 합계 | 시외버스  | 고속버스  | 전세버스  |
| 중앙고속 | 50          | 8           | 42          | 280       | 25        | 240       | 15        |

## 운행 노선
2024년 7월 기준이다.

#### 경부선
| 운행 노선       | 공동 운행사                                                          | 운행구간 | 운행구간 | 운행구간 | 경유지                               | 운행 대수 | 운행 대수 | 운행 대수 | 비고                                                                                                 |
| 운행 노선       | 공동 운행사                                                          | 운행구간 | 운행구간 | 운행구간 | 경유지                               | 일반      | 우등      | 고급      | 비고                                                                                                 |
| --------------- | -------------------------------------------------------------------- | -------- | -------- | -------- | ------------------------------------ | --------- | --------- | --------- | --- |
| 서울 ↔ 구미     | 동양고속                                                             | 서울경부 | ↔        | 구미     | 황간                                 | 1         | 4         | -         | |
| 서울 ↔ 대구     | 금호고속 동양고속 삼화고속 천일고속 한일고속                         | 서울경부 | ↔        | 동대구   | 선산휴게소, 서대구                   | 1         | 5         | 2         | |
| 서울 ↔ 대구     | 금호고속 동양고속 삼화고속 천일고속 한일고속                         | 서울경부 | ↔        | 동대구   | 선산휴게소, 신서혁신도시(한국감정원) | -         | 1         | -         | 2018년 3월 1일 신설                                                                                  |
| 서울 ↔ 대전     | 금호고속 동양고속 천일고속 한일고속                                  | 서울경부 | ↔        | 대전     |                                      | 2         | 5         | 1         | 2015년 9월 23일 감차                                                                                 |
| 서울 ↔ 대전청사 | 금호고속 동양고속 천일고속 한일고속                                  | 서울경부 | ↔        | 대전청사 | 대덕컨벤션타운                       | -         | 2         | -         | 2015년 12월 1일 중간 경유지 추가                                                                     |
| 서울 ↔ 부산     | 금호고속 동양고속 삼화고속 천일고속 한일고속                         | 서울경부 | ↔        | 부산     | 낙동강휴게소                         | 1         | 7         | 3         | 2019년 4월 10일 중간경유지 변경                                                                      |
| 서울 ↔ 서부산   | 금호고속 동양고속 삼화고속 천일고속 한일고속                         | 서울경부 | ↔        | 부산서부 | 선산휴게소                           | 1         | -         | -         | 2014년 4월 2일 일반 우등전환                                                                         |
| 서울 ↔ 세종     | 금호고속 동부고속 동양고속 삼화고속 금호속리산고속 천일고속 한일고속 | 서울경부 | ↔        | 세종     | 세종청사                             | -         | 7         | 1         | 2013년 12월 12일 우등 증차 2013년 12월 16일 신설 2015년 5월 29일 우등 증차 2016년 1월 12일 우등 증차 |
| 서울 ↔ 세종     | 금호고속 동부고속 동양고속 삼화고속 금호속리산고속 천일고속 한일고속 | 서울경부 | ↔        | 세종     | 죽전, 세종국책연구단지               | -         | 1         | -         | 2018년 1월 31일 신설 2020년 4월 1일 시외전환                                                         |
| 서울 ↔ 청주     | 금호속리산고속                                                       | 서울경부 | ↔        | 청주     | 청주 나들목                          | 5         | 10        | -         | 2014년 2월 13일 일반 1대 우등전환                                                                    |
| 동서울 ↔ 대구   | 금호고속 동양고속 삼화고속 천일고속 한일고속                         | 동서울   | ↔        | 동대구   | 선산휴게소, 서대구                   | 1         | 1         | -         | |
| 동서울 ↔ 대전   | 금호고속 동양고속 천일고속 한일고속                                  | 동서울   | ↔        | 대전     |                                      | 1         | 1         | -         | |
| 동서울 ↔ 부산   | 금호고속 천일고속 한일고속                                           | 동서울   | ↔        | 부산     | 낙동강휴게소                         | 1         | -         | -         | 2015년 9월 23일 감차 2019년 4월 10일 중간경유지 변경                                                 |
| 대구 ↔ 부산     | 동양고속 천일고속 한일고속                                           | 동대구   | ↔        | 부산     | 용계                                 | 1         | 1         | -         | 2015년 6월 15일 중간경유지 추가                                                                      |

#### 호남선
| 운행 노선     | 공동 운행사                | 운행구간 | 운행구간 | 운행구간 | 경유지                           | 운행 대수 | 운행 대수 | 운행 대수                                                                                            | 비고                                                                                          |
| 운행 노선     | 공동 운행사                | 운행구간 | 운행구간 | 운행구간 | 경유지                           | 일반      | 우등      | 고급                                                                                                 | 비고                                                                                          |
| ------------- | -------------------------- | -------- | -------- | -------- | -------------------------------- | --------- | --------- | --- | --------------------------------------------------------------------------------------------- |
| 서울 ↔ 광주   | 금호고속                   | 서울호남 | ↔        | 광주     | 정안휴게소, 비아                 | 8         | 20        | 5 |                                                                                               |
| 서울 ↔ 군산   | 금호고속 천일고속          | 서울호남 | ↔        | 군산     | 정안휴게소, 대야                 | 2         | 5         | 2 | 대야 1일 3회 우등만 경유 대야터미널과 별도로 중간 승차                                        |
| 서울 ↔ 영광   | 금호고속 천일고속          | 서울호남 | ↔        | 영광     | 정안휴게소                       | 2         | 6         | - |                                                                                               |
| 서울 ↔ 전주   | 금호고속 동양고속 천일고속 | 서울호남 | ↔        | 전주     | 정안휴게소, 호남제일문           | 4         | 7         | 1 | 2013년 4월 5일 일반, 우등 증차 2014년 5월 1일 중간경유지 추가                                 |
| 서울 ↔ 정읍   |                            | 서울호남 | ↔        | 정읍     | 정안휴게소                       | 2         | 11        | - | 2013년 금호고속과 공동 배차에서 단독 배차로 변경 2024년 12월 1일 시외직행 전환 서울~정읍~담양 |
| 서울 ↔ 정읍   | 정안휴게소, 태인           | 서울호남 | ↔        | 정읍     | 1                                | -         | -         | 2016년 3월 2일 노선 분할 인가 2016년 3월 31일 신설 2024년 12월 1일 시외직행 전환 서울~태인~정읍~담양 |                                                                                               |
| 동서울 ↔ 전주 | 금호고속 동양고속 천일고속 | 동서울   | ↔        | 전주     | 정안휴게소, 호남제일문           | 1         | 1         | - | 2014년 5월 1일 중간경유지 추가                                                                |
| 대전 ↔ 광주   | 금호고속                   | 대전     | ↔        | 광주     |                                  | 4         | 9         | - |                                                                                               |
| 고양 ↔ 전주   | 금호고속                   | 고양백석 | ↔        | 전주     | 고양화정, 정안휴게소, 호남제일문 | 1         | 1         | - | 2014년 5월 1일 중간경유지 추가 2014년 9월 29일 고양기점 변경                                  |
| 성남 ↔ 광주   |                            | 성남     | ↔        | 광주     | 정안휴게소, 비아                 | 1         | 5         | 2 |                                                                                               |
| 시흥 ↔ 광주   | 금호고속 한일고속          | 시흥     | ↔        | 광주     | 안산                             | 1         | 1         | - | 2014년 1월 10일 중간경유지 추가                                                               |

#### 영동선
| 운행 노선            | 공동 운행사 | 운행구간 | 운행구간 | 운행구간     | 경유지               | 운행 대수 | 운행 대수 | 운행 대수 | 비고                                            |
| 운행 노선            | 공동 운행사 | 운행구간 | 운행구간 | 운행구간     | 경유지               | 일반      | 우등      | 고급      | 비고                                            |
| -------------------- | ----------- | -------- | -------- | ------------ | -------------------- | --------- | --------- | --------- | ----------------------------------------------- |
| 서울 ↔ 강릉          | 동부고속    | 서울경부 | ↔        | 강릉         | 횡성휴게소           | 2         | 7         | 4         |                                                 |
| 서울 ↔ 원주          | 동부고속    | 서울경부 | ↔        | 원주         |                      | 2         | 8         | -         |                                                 |
| 서울 ↔ 원주          | 동부고속    | 서울경부 | ↔        | 원주         | 문막                 | 1         | 1         | -         | 2015년 9월 23일 분할 인가 2015년 12월 22일 신설 |
| 서울 ↔ 원주 혁신도시 | 동부고속    | 서울경부 | ↔        | 원주혁신도시 | 원주기업도시         | -         | 3         | -         |                                                 |
| 동서울 ↔ 강릉        | 동부고속    | 동서울   | ↔        | 강릉         | 횡성휴게소           | -         | 8         | -         |                                                 |
| 고양 ↔ 강릉          | 동부고속    | 고양백석 | ↔        | 강릉         | 고양화정, 횡성휴게소 | 1         | 1         | -         | 2014년 9월 29일 고양기점 변경                   |
| 원주 ↔ 광주          | 금호고속    | 원주     | ↔        | 광주         | 비아                 | 1         | 1         | -         | 2014년 9월 29일 중간경유지 추가                 |

#### 구마선
| 운행 노선   | 공동 운행사                  | 운행구간 | 운행구간 | 운행구간         | 경유지                       | 운행 대수 | 운행 대수 | 운행 대수                       | 비고                            |
| 운행 노선   | 공동 운행사                  | 운행구간 | 운행구간 | 운행구간         | 경유지                       | 일반      | 우등      | 고급                            | 비고                            |
| ----------- | ---------------------------- | -------- | -------- | ---------------- | ---------------------------- | --------- | --------- | ------------------------------- | ------------------------------- |
| 서울 ↔ 마산 | 동양고속                     | 서울경부 | ↔        | 마산             | 선산휴게소, 내서             | -         | 2         | 1                               |                                 |
| 서울 ↔ 진주 | 동양고속                     | 서울경부 | ↔        | 진주             | 인삼랜드휴게소, 개양         | 1         | 9         | 4                               | 2015년 3월 23일 중간경유지 추가 |
| 서울 ↔ 진주 | 동양고속                     | 서울경부 | ↔        | 진주             | 인삼랜드휴게소, 진주혁신도시 | -         | 3         | -                               | 2016년 6월 27일 신설            |
| 서울 ↔ 창원 | 동양고속                     | 서울경부 | ↔        | 창원             | 인삼랜드휴게소, 창원역       | 1         | 11        | 5                               |                                 |
| 대구 ↔ 진주 | 천일고속                     | 동대구   | ↔        | 진주             | 서대구, 개양                 | 1         | 1         | -                               | 2015년 5월 23일 중간경유지 추가 |
| 성남 ↔ 진주 |                              | 성남     | ↔        | 진주             | 인삼랜드휴게소, 개양         | 1         | -         | -                               | 2015년 3월 23일 중간경유지 추가 |
| 성남 ↔ 진주 | 인삼랜드휴게소, 진주혁신도시 | 성남     | ↔        | 진주             | -                            | 1         | -         |                                 |                                 |
| 성남 ↔ 창원 | 성남                         | ↔        | 창원     | 선산휴게소, 마산 | -                            | 1         | -         | 2014년 9월 29일 중간경유지 변경 |                                 |

#### 남해선
| 운행 노선   | 공동 운행사 | 운행구간 | 운행구간 | 운행구간 | 경유지            | 운행 대수 | 운행 대수 | 운행 대수 | 비고                            |
| 운행 노선   | 공동 운행사 | 운행구간 | 운행구간 | 운행구간 | 경유지            | 일반      | 우등      | 고급      | 비고                            |
| ----------- | ----------- | -------- | -------- | -------- | ----------------- | --------- | --------- | --------- | ------------------------------- |
| 광주 ↔ 진주 |             | 광주     | ↔        | 진주     | 개양, 광주 운암동 | 2         | 3         | -         | 2015년 3월 23일 중간경유지 추가 |

#### 경인선
| 운행 노선   | 공동 운행사 | 운행구간 | 운행구간 | 운행구간 | 경유지                       | 운행 대수 | 운행 대수 | 운행 대수 | 비고                            |
| 운행 노선   | 공동 운행사 | 운행구간 | 운행구간 | 운행구간 | 경유지                       | 일반      | 우등      | 고급      | 비고                            |
| ----------- | ----------- | -------- | -------- | -------- | ---------------------------- | --------- | --------- | --------- | ------------------------------- |
| 인천 ↔ 진주 | 동양고속    | 인천     | ↔        | 진주     | 인삼랜드휴게소, 개양         | -         | 1         | -         | 2015년 3월 23일 중간경유지 추가 |
| 인천 ↔ 진주 | 동양고속    | 인천     | ↔        | 진주     | 인삼랜드휴게소, 진주혁신도시 | -         | 1         | -         |                                 |

#### 광주대구선
| 운행 노선   | 공동 운행사 | 운행구간 | 운행구간 | 운행구간 | 경유지 | 운행 대수 | 운행 대수 | 운행 대수 | 비고 |
| 운행 노선   | 공동 운행사 | 운행구간 | 운행구간 | 운행구간 | 경유지 | 일반      | 우등      | 고급      | 비고 |
| ----------- | ----------- | -------- | -------- | -------- | ------ | --------- | --------- | --------- | ---- |
| 광주 ↔ 대구 | 금호고속    | 광주     | ↔        | 동대구   | 서대구 | 1         | 2         | 1         |      |

#### 이외 노선
아래 노선들은 국토교통부의 고속버스 운행계통표에 인가대수 또는 노선이 없으나 코버스 전산망 상에서 취급하는 노선이다. 운행 구간은 북에서 남으로, 서에서 동으로 표기하였다.
| 운행 노선     | 공동 운행사 | 운행구간 | 운행구간 | 운행구간 | 경유지                          | 운행 횟수 | 비고                                     |
| ------------- | ----------- | -------- | -------- | -------- | ------------------------------- | --------- | ---------------------------------------- |
| 서울 ↔ 속초   | 동원로엑스  | 서울경부 | ↔        | 속초     |                                 | 6         | 시외우등형 노선                          |
| 서울 ↔ 양양   | 동원로엑스  | 서울경부 | ↔        | 양양     | 속초                            | 3         | 시외우등형 노선                          |
| 서울 ↔ 조치원 | 속리산고속  | 서울경부 | ↔        | 조치원   | 고대홍대                        | 8         | 시외우등형 노선                          |
| 서울 ↔ 담양   | 금호고속    | 서울호남 | ↔        | 담양     | 정읍, 정읍태인(2회), 정안휴게소 | 7         | 2023년 9월 1일 경유지추가, 시외노선 전환 |
| 대전 ↔ 전주   | 동양고속    | 대전복합 | ↔        | 전주     | 대전청사, 호남제일문            | 16        |                                          |

## 관할 면허지
고속사업은 경기도 성남시의 면허를 사용하고 있으며, 한진고속이 동양고속에 넘어간 후에는 고속버스 회사들 중 성남 차적을 유일하게 이용하고 있다. 시외직행 및 전세부는 경기도 화성시의 면허를 사용하고 있다.

## 운행 차량
기아 그랜버드가 가장 많고 현대자동차의 차량이 그 다음으로 많다.
현대자동차
- 현대 뉴 프리미엄 유니버스 익스프레스 노블
- 현대 뉴 프리미엄 유니버스 익스프레스 프레스티지
- 현대 뉴 프리미엄 유니버스 노블
- 현대 뉴 프리미엄 유니버스 프레스티지

기아
- 기아 뉴 그랜버드 이노베이션 선샤인
- 기아 뉴 그랜버드 이노베이션 실크로드
- 기아 그랜버드 슈퍼 프리미엄 선샤인

## 본점 및 지점 현황
- 본사 : 경기도 화성시 풀무골로 1 (영천동)
- 고속본부, 서울영업소 : 서울특별시 서초구 신반포로 194 (반포동)
- 동서울영업소 : 서울특별시 광진구 강변역로 50 (구의동)
- 부산영업소 : 부산광역시 금정구 중앙대로 2238 (노포동)
- 인천영업소 : 인천광역시 미추홀구 연남로 35 (관교동)
- 대구영업소 : 대구광역시 동구 효신로 88 (신천동)
- 성남영업소 : 경기도 성남시 분당구 성남대로925번길 16 (야탑동)
- 고양영업소 : 경기도 고양시 일산동구 중앙로 1036 (백석동)
- 시흥영업소 : 경기도 시흥시 옥구공원로 225 (정왕동)
- 안산영업소 : 경기도 안산시 상록구 항가울로 410 (성포동)
- 진주영업소 : 경상남도 진주시 동진로 16 (칠암동)
- 창원영업소 : 경상남도 창원시 의창구 창원대로 371 (팔용동)
- 광주영업소 : 광주광역시 서구 무진대로 904 (광천동)
- 전주영업소 : 전북특별자치도 전주시 덕진구 가리내로 70 (금암동)
- 강릉영업소 : 강원특별자치도 강릉시 하슬라로 15 (홍제동)
- 원주영업소 : 강원특별자치도 원주시 서원대로 181 (단계동)
- 청주영업소 : 충청북도 청주시 흥덕구 강서동 531
- 조치원영업소 : 세종특별자치시 조치원읍 조치원로 54
- 정읍영업소 : 전북특별자치도 정읍시 연지1길 46-4 (연지동)
- 담양영업소 : 전라남도 담양군 담양읍 중앙로 24-1